# Втрата генетичної різноманітності
Втрата генетичної різноманітності
Генетична різноманітність дуже важлива для забезпечення здатності популяцій адаптуватися до змін навколишнього середовища. Тільки особини з певними аллелями або комбінацією алелів можуть мати властивості, необхідні для виживання і відтворення в нових умовах. Усередині популяції частота окремих алелів може варіювати від тих, що часто зустрічаються, до дуже рідкісних. У малих популяціях частоти алелів можуть змінюватися від одного покоління до наступного просто через випадковості, які мають місце при схрещуванні виживанні потомства; цей процес відомий як генетичний дрейф. Коли алель в малій популяції має низьку зустрічальність, існує висока ймовірність того, що він буде випадково втрачений в одному з поколінь.
Розглядаючи теоретичний приклад ізольованої популяції, в якій в ген представлений двома алелями, Райтху із райт? запропонував формулу для вираження частки гетерозиготності особин (особина, у якої є два різних алелі гена), які залишаються в черговому поколінні (Н) в популяції дорослих, що розмножуються (Ne):
H = 1 — 1/2Ne
З цієї формули наочно видно, які значні втрати генетичного різноманіття можуть відбуватися в малих популяціях, особливо в тих, що живуть на островах або у фрагментованих ландшафтах. Однак, міграція особин між популяціями і регулярна мутація генів призводять до збільшення генетичної мінливості усередині популяції і врівноважують вплив генетичного дрейфу. Навіть низька частота перемішування особин з різних популяцій зводить до мінімуму втрату генетичного різноманіття, зумовлену малими розмірами популяції. Якщо в кожну ізольовану популяцію розміром близько 100 особин в кожному поколінні прибуває тільки один новий емігрант, вплив генетичного дрейфу буде дуже незначним. Такий потік генів виявився найважливішим чинником, що запобігає втраті генетичної різноманітності в малих популяціях галапагоських в'юрків. Хоча звичайні темпи мутацій у природі — приблизно від 1 з 1000 до 1 з 10000 генів на генерацію — можуть компенсувати випадкові втрати алелів у великих популяціях. Вони не можуть компенсувати ефект генетичного дрейфу в малих популяціях чисельністю 100 і менше особин.
Доповнюючи собою теоретичні положення та лабораторні експерименти, польові дані також показують, що малий розмір популяції веде до більш швидкої втрати алелів. Серед хвойних видів у Новій Зеландії популяції, утворені менш ніж 1 000 рослинами, відчувають більш сильну втрату генетичного різноманіття, ніж популяції, чисельність яких перевищує 10 000 екземплярів. Огляд досліджень генетичної мінливості рослин показав, що тільки 8 з 113 видів мали генетичну різноманітність нижче межі виявлення і що більшість з цих 8 родів мали дуже обмежені ареали.
Схильні до генетичного дрейфу малі популяції більш сприйнятливі до руйнівних генетичним ефектів, таких як інбридна депресія, аутбридна депресія і втрата еволюційної пластичності. Ці фактори можуть вносити свій внесок у подальше зменшення розміру популяції і збільшення ймовірності вимирання.

## Проблема клонів
Використання клонів в селекційній роботі означає втрату генетичної різноманітності і збільшення частоти (концентрації) певних генів в племінній популяції. Використання клонів як племінних тварин веде до збільшення ступеню імбридингу.
Проблема імбридингу — це тема окремої розмови. Так як клони генетично ідентичні, різноманітність генів в розпліднику зменшується. Це послаблює стійкість до хвороб, особливо нових, збільшує частоту появи небезпечних дефектів (так як багато тварин стають носіями генів, що викликають ці дефекти) і зниження народжуваності порівняно із звичайним способом. Це призводить до явища, відомого, як ефект пляшкового горлечка (bottleneck effect) — виникнення генетичної мінливості в популяції, яка пройшла стадію різкого скорочення чисельності.
Захисники тварин виступають проти клонування зникаючих видів, побоюючись, що клонування проводитиметься виключно для зоопарків, і що нічого не буде зроблено для збереження цих видів в природі, збереження їх середовища проживання. Заглянувши вперед, можна розгледіти і проблему відродження тварин, наприклад, мамонта. Такі роботи вже ведуться, але як бути з тим простим фактом, що середовище їх проживання вже необоротно змінилася? Це приклад клонування заради задоволення цікавості.
Можна, мабуть, вважати виправданим клонування зникаючих видів або клонування племінної худоби. Напевно, корисне клонування тварин, які не несуть шкідливих генетичних ознак, генетично стійких до певних хвороб. Клонування може швидко збільшити популяцію зникаючих видів.

## Ресурси Інтернету
- Эффективный размер популяций  [Архівовано 4 березня 2016 у Wayback Machine.]
- Утрата генетического разнообразия при клонировании  [Архівовано 21 січня 2013 у Wayback Machine.]